# Graafschap Umpfenbach
Umpfenbach was een vorstelijk graafschap binnen het Heilige Roomse Rijk.
Het dorp Umpfenbach, nu een deel van de gemeente Neunkirchen (Neder-Franken), was sinds 1561 in het bezit van de graven van Castell. Zij verkochten de heerlijkheid in 1775 aan de vrijheren van Gudenus.
Op 6 januari 1805 werd de heerlijkheid gekocht door de familie Trauttmansdorff, waarna het op 12 januari werd verheven tot vorstelijk graafschap en de graven van Trauttmansdorff tot rijksvorst. Hiermee was het de laatste creatie van een nieuw vorstendom in het Heilige Roomse Rijk.
De Rijnbondakte stelde het in 1806 ongenoemd onder soevereiniteit van het groothertogdom Baden: de mediatisering. Door het grensverdrag van 1810 tussen de groothertogdommen Baden en Hessen werd het overgedragen aan Hessen. In 1816 stond Hesen het gebied waarin Umpfenbach lag af aan het koninkrijk Beieren. De burgerlijke rechten verkocht Trautmannsdorff aan Löwenstein-Wertheim.